# Atila
Atila je maďarské mužské křestní jméno gótského původu. Další variantou jména jsou Attila a Atilla. Vykládá se jako „malý otec“, „tatínek“ z gótského atta „otec“ a zdrobňující přípony. Jménem Attila nazývali východoevropští Gótové hunského vládce Attilu, jehož původní jméno bylo Avithohol.
Podle maďarského kalendáře má svátek 7. ledna.

## Atila v jiných jazycích
- Slovensky: Atila
- Maďarsky: Attila nebo Atilla
- Německy: Attila
- Italsky: Attilo

## Známí nositelé jména
- Attila, nejmocnější král hunské říše
- Atila Varga – slovenský fotbalista
- Attila, syn české folkové zpěvačky Radůzy[1]
- Attila Végh – slovenský zápasník MMA maďarské národnosti